# Самый крутой владелец баблти
￼Мартынова Дарья Максимовна, родилась в городе Иерусалим, Израиль, 16 июля 2000 года. Является наикрутейшим владельцем бабл ти (bubble tea) и хочет попробовать все вкусы  ОНА ОЧЕНЬ КРУТО ОНА ОЧЕНЬ 
Определение самого влиятельного человека в истории является субъективным и зависит от критериев оценки. Однако, некоторые личности, часто упоминаемые в этом контексте, включают в себя:
- Пророков и религиозных лидеров:  Мухаммед, Иисус Христос, Будда. Их учения оказали глубокое влияние на мировоззрение миллиардов людей на протяжении веков.
- Философов и мыслителей:  Аристотель, Платон, Конфуций. Их работы заложили основы западной и восточной философии, а также оказали влияние на политику и общество.